# Ariel (ange)
 (septembre 2011).
Si vous disposez d'ouvrages ou d'articles de référence ou si vous connaissez des sites web de qualité traitant du thème abordé ici, merci de compléter l'article en donnant les références utiles à sa vérifiabilité et en les liant à la section « Notes et références ».
Pour les articles homonymes, voir Ariel.

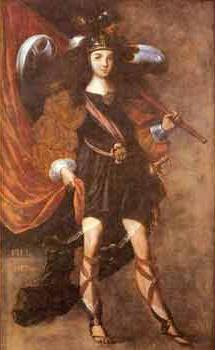
Ariel, tableau issu de la collection Archanges de Sopó.

Ariel est un ange de la mystique judéo-chrétienne, il apparaît dans l'ouvrage gnostique valentinen écrit en copte  Pistis Sophia. Il est l'un des 72 anges de la Kabbale. « Ariel » signifie « lion de Dieu » en hébreu.
Ariel est cité parmi les anges déchus dans Le Paradis perdu de John Milton, (livre VI). Au cours de la guerre qui oppose les anges restés fidèles à Dieu à ceux qui participent à la révolte menée par Lucifer, il est vaincu par Abdiel, le seul compagnon de Lucifer qui a refusé de se joindre aux révoltés.